# 小路永和奈
小路永 和奈（しょうじなが かずな）は、日本の箏曲演奏家。熊本県熊本市生まれ。10歳より箏を、16歳より三絃を始める。箏・三絃を藤川いずみ、杉本節子に、アンサンブルを福田輝久に師事。現在、十七絃箏・二十絃箏を宮越圭子に師事。

## 略歴
- 2005年　熊本県立第一高等学校卒業。在学中に、全国高校生邦楽コンクール3位、熊本県高等学校学校器楽コンクール金賞、長江杯国際音楽コンクール2位を受賞。
- 2009年　くらしき作陽大学音楽学部日本伝統芸能専修を卒業。卒業生を代表して中四国新人演奏会等に出演。
- 2010年　NHK邦楽技能者育成会第55期修了。
- 2010年～2011年　桐朋学園芸術短期大学の科目履修生として学ぶ。
- 2011年　NHK邦楽オーディションに合格。
- 2014年　熊本市制100周年記念人づくり基金に選ばれ国内研修。
- 2015年　山鹿市山鹿文化協会奨励賞受賞。[1]
- 2015年　第22回 賢順記念くるめ全国箏曲コンクール 第1位 賢順賞受賞。[2]
- 2015年　平成27年度熊本市健軍文化ホール音楽アーティストに選出。[3]
- 2016年　第51回熊本県文化懇話会・新人賞受賞。

2017年  第27回くまもと県民文化賞夢部門受賞。

## 人物
- 2013年に、それまでは東京を活動の拠点としていたが、熊本に帰郷。以降、熊本・東京を中心に演奏活動を行う。
- ソロ活動だけでなく、邦楽アンサンブル「ことチェルト」や他ジャンルとの演奏家とのコラボなど、ジャンルにとらわれない幅広い演奏活動を行っている。

## 出演

### コンサート
- 2010年　NHKホールにてNHK邦楽技能者育成会記念演奏会に出演。
- 2011年　東京にてソロライブ開催。
- 2013年　熊本に帰郷後、東京の演奏家とのライブ「薫風のたより」、ソロ、ことチェルトなどライブを行う。
- 2015年　くまもと全国邦楽コンクールの歴代最優秀賞受賞者が出場するコンサート「邦楽新鋭展vol.4」に熊本の若手演奏家として出演。[4]
- 2015年10月10日　「第一回小路永和奈 箏リサイタル」を熊本で開催。

### ラジオ
- 2012年2月19日　NHK FM「邦楽のひととき」に「綺羅（杵屋正邦作曲）」で出演。[5]

### テレビ
- 2016年7月2日　NHK Eテレ「にっぽんの芸能」に「なばりの三つ（吉松隆作曲）」で出演。[6]